# World Without Tears
World Without Tears è il settimo album in studio della cantautrice statunitense Lucinda Williams, pubblicato nel 2003.
Il brano Those Three Days, pubblicato nel 2003, è presente nell'episodio 7 della prima stagione della serie tv The L Word.

## Tracce
Tutte le tracce sono state scritte da Lucinda Williams.

1. Fruits of My Labor – 4:41
2. Righteously – 4:36
3. Ventura – 4:37
4. Real Live Bleeding Fingers and Broken Guitar Strings – 4:40
5. Overtime – 3:52
6. Those Three Days – 4:53
7. Atonement – 5:47
8. Sweet Side – 3:34
9. Minneapolis – 4:03
10. People Talkin' – 5:05
11. American Dream – 4:30
12. World Without Tears – 4:11
13. Words Fell – 4:11